# مرکز کنوانسیون اوورلند پارک

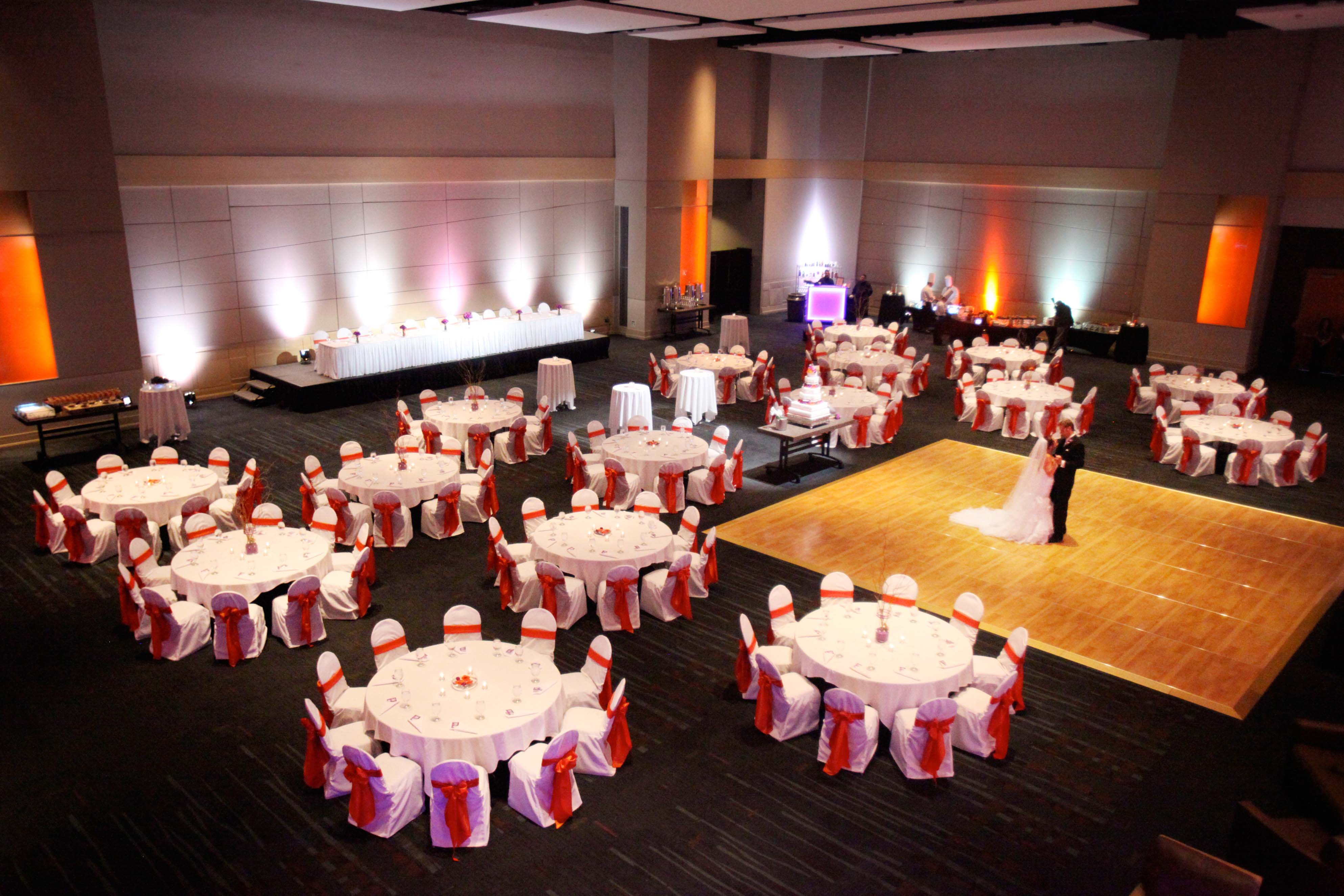
نمایی از تالار رقص مرکز کنوانسیون اوورلند پارک - ۲۰۱۰

مرکز کنوانسیون اوورلند پارک (به انگلیسی: Overland Park Convention Center) تاسیس ۲۰۰۲، نام یک مرکز کنوانسیون در شهر اوورلند پارک، کانزاس است.
این مرکز ۱۱۰۰۰۰ متر مربع مساحت دارد.